# Erozja lodowcowa
Erozja lodowcowa – erozja wynikająca z przemieszczania się lodowca po podłożu skalnym. Obejmuje ona trzy procesy:
- abrazji lodowcowej albo ścieraniem, inaczej zwanej także detersją, gdy następuje ścieranie, rysowanie, szlifowanie i wygładzanie litego podłoża przez okruchy skalne obecne w spągowej części lodowca;
- detrakcji albo odspajania, gdy wyrywane są fragmenty skały z podłoża;
- egzaracji albo zdzierania, gdy w wyniku nacisku masy lodowca, pchane, deformowane, fałdowane, uskokowane i przemieszczane są nieskonsolidowane osady w podłożu lodowca.

Skutkiem działania erozji lodowcowej jest powstawanie rys i wygładów lodowcowych, mutonów, fiordów żłobów lodowcowych, dolin wiszących, cyrków lodowcowych (po stopieniu lodu w cyrkach także jezior cyrkowych), a w przypadku egzaracji skał z podłoża możliwe jest ich przemieszczanie w postaci kry lodowcowej.